# Bagrat V d'Imerècia
Bagrat V fou per cinc vegades rei d'Imerècia, fet especialment notable perquè era cec.
Nascut el 1647 era el fill gran d'Alexandre III d'Imerècia però nascut amb una concubina, i va succeir al pare el 1660, però la reina Nestan Daredjan (segona esposa del rei difunt) el va deposar (i el va fer cegar) i va proclamar al seu marit, un noble de segona fila, Vakhtang Txutxuniashvili, al qual va donar el títol de rei i ella va prendre el de reina.
Els senyors sobretot de Mingrélia es van revoltar esperonats pel governador turc d'Akhaltsikhé. Els rebels van cridar al rei Vakhtang V de Kartli. Abans que arribes van ocupar Kutaisi i van fer presonera a la reina que va ser entregada al governador turc. Vamek III Dadiani de Mingrèlia es va proclamar rei però no va tenir prou suport. Els senyors van demanar a Vakhtang V de Kartli el nomenament d'un rei i aquest va nomenar al seu propi fill Artxil de 14 anys però algun temps després (1664) el shah de Persia va ordenar de retornar el tron a Bagrat el Cec i Turquia va haver d'accedir.
Però aquesta decisió no va ser positiva perquè el rei no va poder controlar el país que va ser teatre d'enfrontaments civils, al revoltar-se Levan III Dadiani de Mingrèlia (1661-1680). Levan va ser fet presoner. Per posar fi a les lluites els senyors van declarar divorciat a Levan i a la seva dona Thamar i van casar a aquesta amb el rei i a Levan amb la germana del rei Bagrat (que era l'amant de Levan).
El pasha d'Akhaltsikhé va deposar Bagrat el 1668 per restaurar a Vakhtang Txutxuniashvili, però assassinat aquest fou restaurat Bagrat. Al cap de quatre anys la guerra va tornar a començar, ara per posseir a Thamar, dona de gran bellesa, a lo que es va afegir el gran senyor de Gúria que també la volia. Bagrat va guanyar i finalment es va fer la pau.
El 1672 Jordi Gurieli de Gúria, es va revoltar per obtenir a Thamar i va aconseguir l'aliança del pasha (governador) d'Akhaltsikhé que va enviar soldats a Imerècia. Bagrat la va enviar a Ratxa, amagant-la a una fortalesa inaccessible anomenada Kvara. Però va ser derrotat i Gurieli va entrar a Kvara i Bagrat fou fet presoner pels turcs. Els turcs van fer un gran botí i van saquejar Mingrèlia i Imerècia, a més del rescat que van obtenir pel rei. Llavors aquest va atacar Gúria i la va saquejar però no va poder derrotar el seu enemic, i finalment es van reconciliar i la filla de Thamar, Daredjan, es va casar amb Jordi Gurieli.
El 1678 Levan III Dadiani es va revoltar i va cridar al tron a Artxil (Shah Nazar Khan). Thamar fou amagada a la fortalesa de Skanda, però Artxil la va ocupar i va entregar Thamar al seu aliat Levan. Llavors Jordi Gurieli es va aixecar per Bagrat i amb ajuda d'Aslan pasha de Samtskhé (que va rebre l'ordre del sultà) atacà Artxil que va fugir a Ratxa, Bagrat fou proclamat rei, entra a Mingrèlia i derrota a Levan i es torna a casar amb Thamar (1579).
El 1581 següent moriren Levan i Bagrat i a aquest últim el va succeir el seu fill Alexandre IV d'Imerècia, deposat ràpidament per Jordi Gurieli